# Nai Alashan
Nai sừng xám Alashan (Danh pháp khoa học: Cervus canadensis alashanicus) là một phân loài của loài nai sừng xám được tìm thấy ở Bắc Trung Quốc và Mông Cổ. Nó là phân loài nhỏ nhất của nai sừng xám, Nai sừng xám Alashan có màu sắc nhẹ, và là một trong ít đối tượng được nghiên cứu, trừ phân loài nai sừng xám đã tuyệt chủng là nai Merriam (Cervus canadensis merriami). Trước đây loài nai Mãn Châu ban đầu được mô tả như là một phân loài riêng biệt của loài Nai Alashan (Cervus canadensis alashanicus). Tuy nhiên nghiên cứu di truyền gần đây chỉ ra rằng con nai này thuộc phân loài Mãn Châu.